# هانکا پاخاله
هانکا پاخاله (آلمانی: Hanka Pachale؛ زادهٔ ۱۲ سپتامبر ۱۹۷۶ در در شورین، مکلنبورگ-فورپومرن) یک بازیکن والیبال اهل آلمان است.
وی در سال ۱۹۹۶ برای اولین بار به عضویت تیم ملی زنان آلمان درآمد.